# Burgstall Rudolfstein
Der Burgstall Rudolfstein ist eine abgegangene Höhenburg auf dem Rudolfstein bei 849 m ü. NHN südsüdwestlich von Bad Weißenstadt im Landkreis Wunsiedel im Fichtelgebirge in Bayern.
Die Burg wurde im 13. Jahrhundert durch die Reichsministerialen von Hirschberg erbaut und ist 1412 abgebrannt. Als weiterer Besitzer wird auch das Kloster Waldsassen genannt.
Von der ehemaligen Burganlage zeugen noch Wallstücke zwischen fünf Felstürmen.